# Schloss Fischau

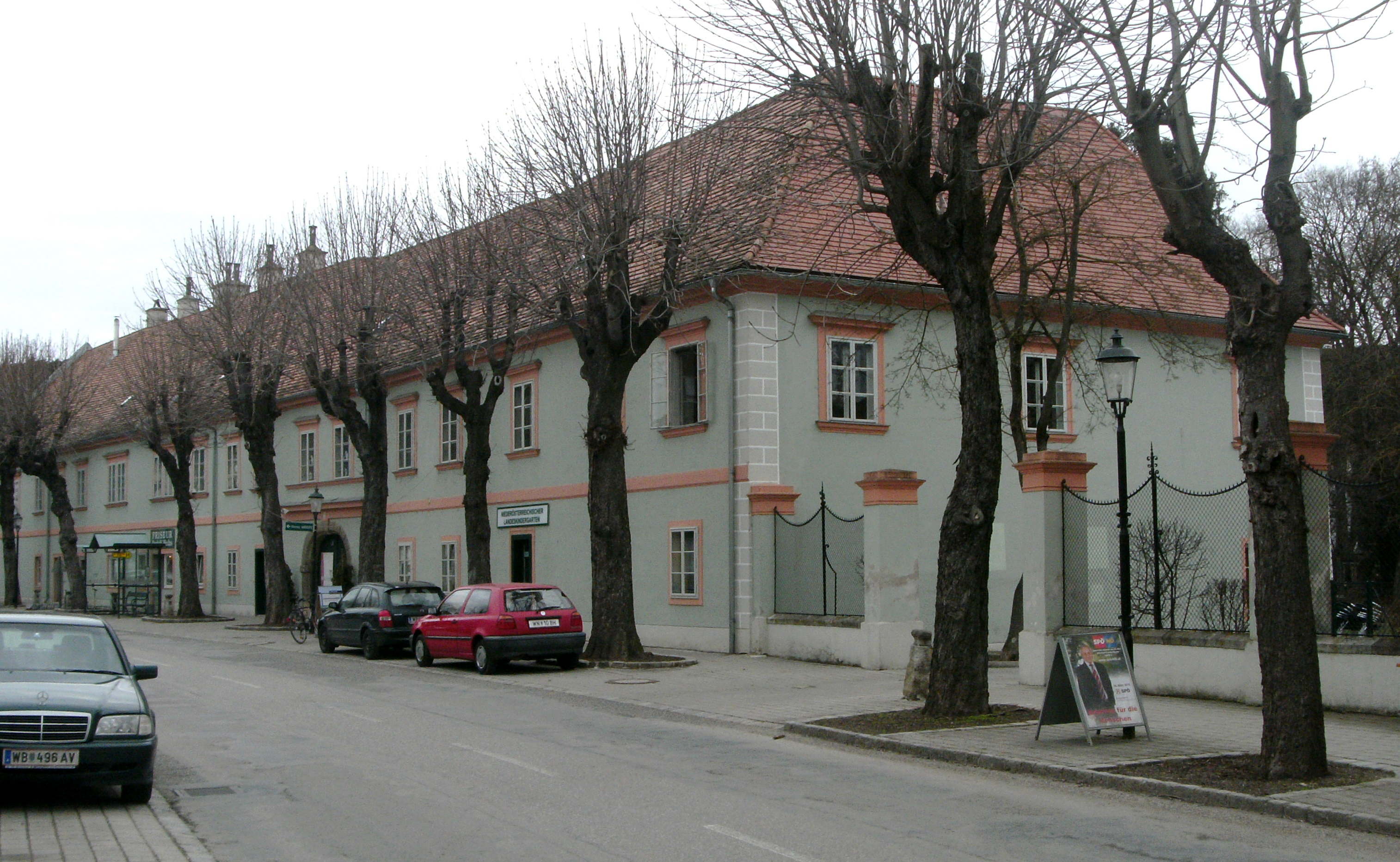
Schloss Fischau, Straßenansicht

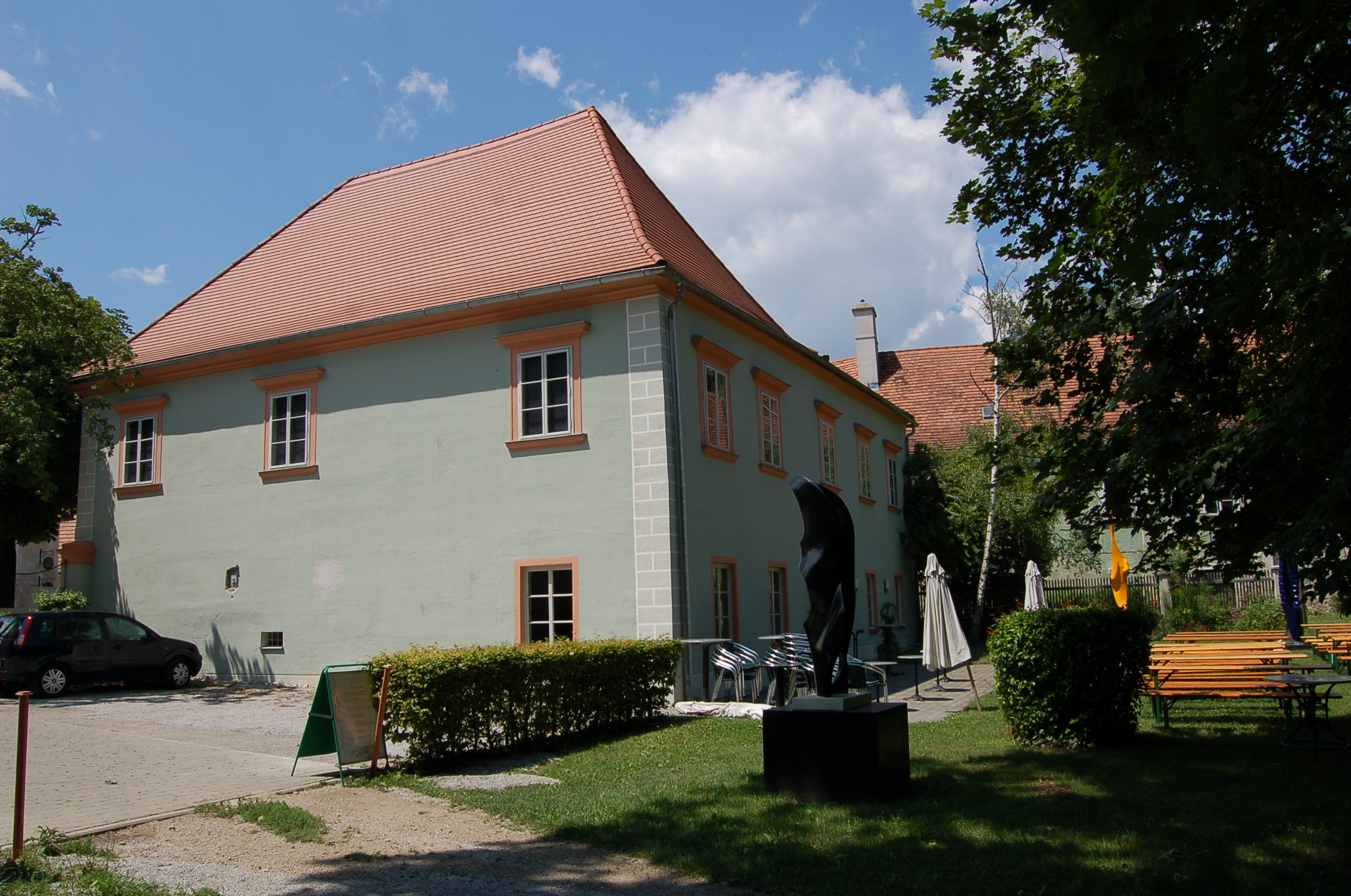
Schloss Fischau

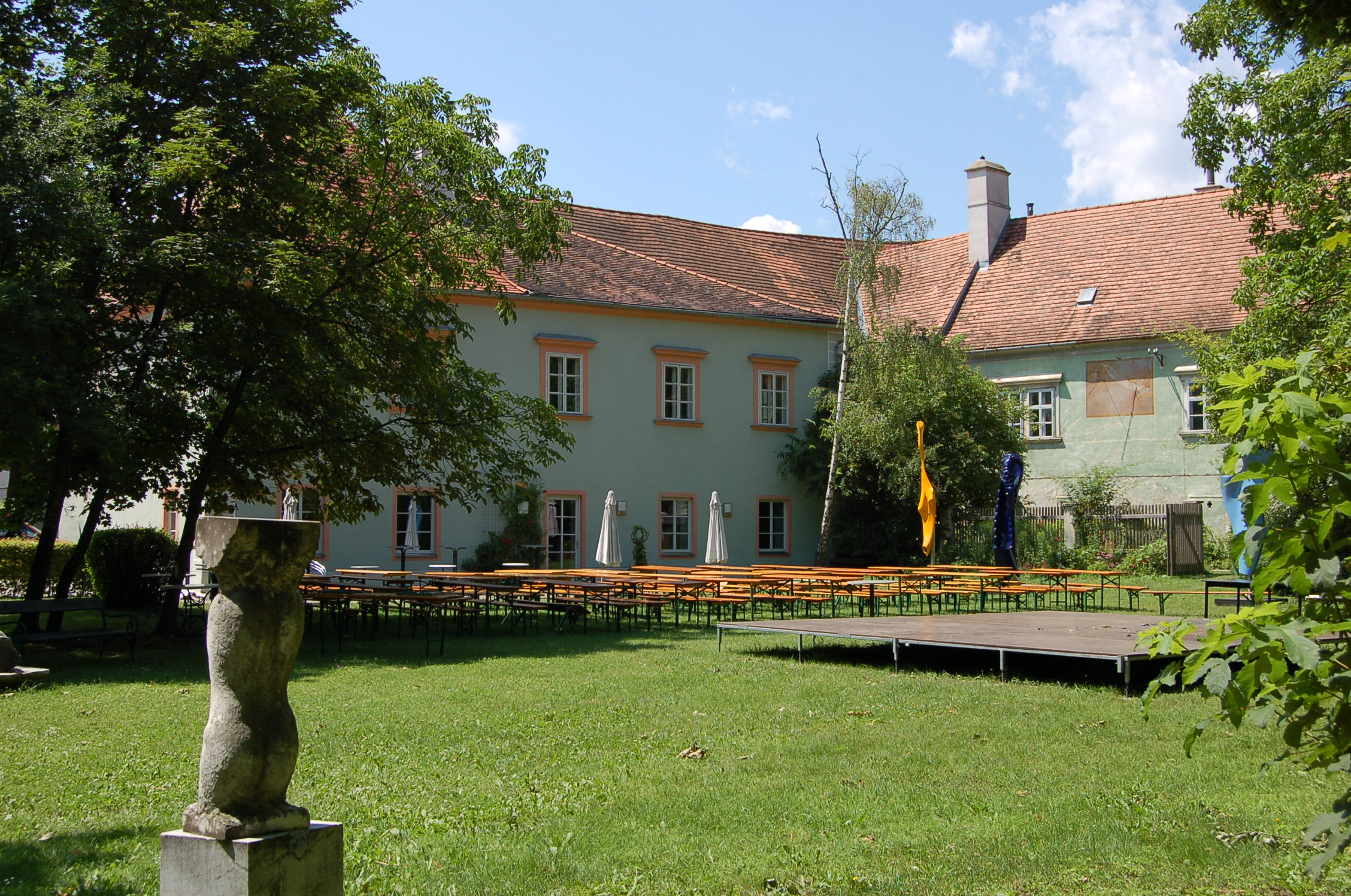
Schloss Fischau, Innenansicht mit Schlosspark

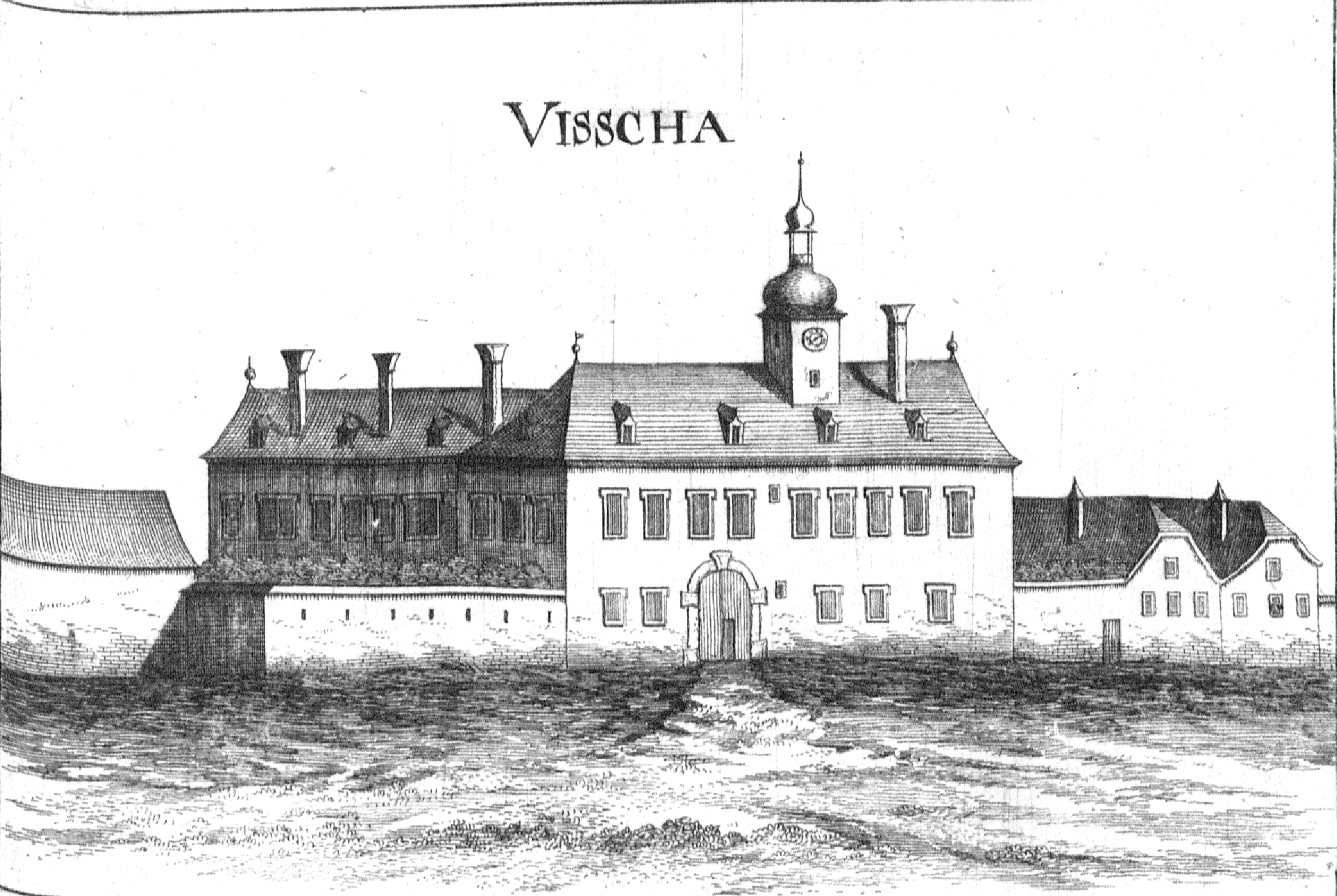
Schloss Fischau, alte Ansicht, Kupferstich von Georg Matthäus Vischer, 1672

Schloss Fischau ist ein historisches Gebäude in Bad Fischau-Brunn. 

## Geschichte
In den Urkunden ist die Entstehungsgeschichte des Schlosses Fischau nicht verzeichnet. Der Vorläufer des Schlosses war das so genannte „feste Haus“.
Das „feste Haus“ stammt aus der Mitte des 12. Jahrhunderts und war eine kleine, befestigte Anlage. Als Herren scheinen die Mitglieder der Familie Starhemberg auf, wie Urkunden aus dem 12. Jahrhundert aussagen. Im 13. und 14. Jahrhundert ist es im Besitz der Familie Teuffenbach. Die Grafen von Heussenstein erhielten 1561 mit Pfandanschreibung das Schloss von Kaiser Ferdinand I. zugesichert und erwarben es 1577 käuflich. Das Geschlecht der Grafen Heussenstein, manchmal auch Heussenstamm genannt, war von 1577 bis 1817 im Besitz der Herrschaft und des Schlosses. Die Familie blieb dem Ort auch lange nach dem Verkauf der Herrschaft verbunden. 1930 starb Alexandrine Reichsgräfin von Heussenstamm zu Heissenstein und Gräfenhausen, Freifrau von Starhemberg (1869–1930) geb. Gräfin von Bissingen-Nippenburg in Bad Fischau.
1728 war ein größerer Umbau erfolgt. Der spätere Schlossherr Erzherzog Rainer baute 1830 um, der dem Schloss seine heutige Gestalt gab. In den Jahren 1999 bis 2003 wurde das Schloss komplett saniert.
Es steht gemeinsam mit dem nahegelegenen Berghof (einem ehemaligen Lesehof des Stiftes Neuberg) und ehemaligen Wirtschaftsgebäuden auf der anderen Seite der Wiener Neustädter Straße unter Denkmalschutz (Listeneintrag).

## Heutige Nutzung
Das Schloss Fischau beherbergt heute den Kulturverein Forum Bad Fischau. Dieser organisiert kulturelle Aktivitäten wie Konzerte und Ausstellungen und bietet Workshops im kreativen Bereich an. Besonders erwähnenswert ist dabei der „Fischauer Klangbogen“, eine Konzertreihe, die sowohl im Schloss als auch im als Skulpturenpark gestalteten Schlosspark abgehalten wird.  Weiters sind die Blaugelbe Viertelsgalerie Industrieviertel und die Kulturvernetzung Industrieviertel hier untergebracht.